# 近畿大学の人物一覧
近畿大学の人物一覧（きんきだいがくのじんぶついちらん）は、近畿大学に関係する人物の一覧記事。
※ 多数の卒業生・関係者が存在する関係で、ウィキペディア日本語版内において記事が存在する人物のみ記載する。

## 前身校の関係者
- 平沼騏一郎 - 日本大学第2代総長
- 山岡萬之助 - 日本大学第3代総長、初代総裁
- 市村光恵 - 日本大学専門学校初代校長、憲法学者、京都市長
- 中島栄次郎 - 日本大学大阪専門学校教授
- 小野村胤敏 - 大阪専門学校校長、大阪理工科大学初代学長
- 石倉小三郎 - 大阪理工科大学予科長

## 大学関係者
- 世耕弘一 - 初代総長、衆議院議員、第2次岸内閣経済企画庁長官
- 世耕政隆 - 第2代総長・理事長、衆議院議員、参議院議員、鈴木善幸内閣改造内閣自治大臣
- 世耕弘昭 - 第3代理事長
- 世耕弘成 - 第4代理事長（前職）、参議院議員、第1次安倍内閣首相補佐官（広報）、第2次安倍内閣官房副長官（政務）、第3次安倍第2次改造内閣経済産業大臣
- 高市早苗 - 元・経済学部教授、衆議院議員、総務大臣(第23代)、内閣府特命担当大臣（マイナンバー制度担当）
- 熊井英水 - 農学部名誉教授（海水増殖学）、水産研究所元・所長、大学理事
- 倉根一郎 - 元・医学部教授（ウイルス学）、厚生労働省国立感染症研究所元・所長、野口英世記念会理事長
- 畑博行 - 法学部教授、名誉学長
- 柴田直治 - 国際学部教授、元・朝日新聞 、記者
- 佐藤幸治 - 元・法学部教授（憲法学）
- 中島一夫 - 文芸学部教授、文芸評論家
- 竹内銃一郎 - 文芸学部教授、劇作家
- 竹山宜典 - 医学部教授、医学者
- 谷本道哉 - 生物理工学部准教授、運動生理学者、筋生理学者
- 唐十郎 - 元・文芸学部客員教授、劇作家
- 塚本邦雄 - 元・文芸学部教授、歌人
- 松本修 -　文芸学部教授、演出家
- 野本寛一 - 文芸学部名誉教授、民俗学研究所元・所長
- 辰巳琢郎 - 文芸学部客員教授、俳優
- 奥泉光 - 国際人文科学研究所教授、小説家
- 岡崎乾二郎 - 元・国際人文科学研究所教授、造形作家
- 柄谷行人 - 元・国際人文科学研究所所長、文芸評論家、思想家
- いとうせいこう - 国際人文科学研究所客員教授、小説家、タレント
- 後藤明生 - 元・文芸学部教授、小説家
- 今西芳治 - 経済学部教授（財政学）
- 中井英雄 - 経済学部教授（地方財政論）
- 青山繁晴 - 経済学部客員教授（国際関係論）、参議院議員
- 本間正明 - 世界経済研究所所長、経済学部教授
- 杉原高嶺 - 法科大学院教授（国際法）
- 松山恒昭 - 元・法科大学院教授、元・神戸地方裁判所長
- 森川展男 - 総合社会学部教授（法社会学）
- 岡本健 - 総合社会学部准教授（総合社会学科社会・マスメディア系専攻）
- 秦辰也 - 国際学部教授（国際協力論）

## 出身者

### 政治

#### 現職国会議員
- 東徹 - 参議院議員、日本維新の会
- 井上英孝 - 衆議院議員、日本維新の会

#### 元職国会議員
- 糸山英太郎 - 元・衆議院議員、自由民主党　※大学院中退
- 萩原仁 - 元・衆議院議員、立憲民主党
- 宮井泰良 - 元・衆議院議員、公明党
- 峯山昭範 - 元・参議院議員、公明党
- 矢原秀男 - 元・参議院議員、公明党
- 川本敏美 - 元・衆議院議員、日本社会党
- 高橋昭一 - 元・衆議院議員、民主党
- 4代目旭堂南陵 - 元・参議院議員、日本社会党

#### 市町村長
- 吉村善美 - 大阪府富田林市長、元・大阪府議会議員
- 古川照人 - 大阪府大阪狭山市長、元・大阪府議会議員
- 畑中政昭 - 大阪府高石市長、元・高石市議会議員
- 平木哲朗 - 和歌山県橋本市長、元・和歌山県議会議員
- 茶谷義隆 - 石川県七尾市長
- 土手三生 - 広島県江田島市長
- 影治信良 - 徳島県美波町長、元・徳島県漁港漁場協会長
- 村岡隆明 -宮崎県えびの市長、元・えびの市議会議員
- 佐藤義興 - 熊本県阿蘇市長、元・建設大臣秘書官
- 中山義隆 - 沖縄県石垣市長、元・石垣市議会議員

#### 元市町村長
- 田中誠太 - 元・大阪府八尾市長・元・大阪府議会議員
- 竹中勇人 - 元・大阪府泉南市長、元・泉南市副市長
- 橋上義孝 - 元・大阪府河内長野市長、元・河内長野市議会議長
- 藤原龍男 - 元・大阪府貝塚市長、元・貝塚市副市長
- 多田利喜 - 元・大阪府富田林市長、元・富田林市議会議員
- 吉田弘明 - 元・奈良県香芝市長
- 棚橋敏明 - 元・岐阜県瑞穂市長、元・瑞穂市議会議員
- 黒川征一 - 元・徳島県三好市長、元・徳島県議会議員

#### 地方自治体議会議員
- 古賀俊昭 - 元・東京都議会議員、自由民主党
- 若井敦子 - 元・岐阜県議会議員、自由民主党
- 渡辺典子 - 広島県議会議員、自由民主党
- 原田睦民 - 元・広島県議会議員、全国農業協同組合中央会 元・会長

### 行政・司法
- 中川弘一 - コルカタ総領事、外務省元・儀典官
- 大平光代 - 弁護士、大阪市元・助役

### 経済
- 中島伸子 - 井村屋グループ代表取締役社長
- 朝枝伸爾 - イノクル CEO、投資家
- 長谷川博之 - イチケン 代表取締役社長
- 大田貴雄 - マツモトキヨシ 代表取締役社長、スギ薬局 元・代表取締役会長
- 大塚正富 - アース製薬 元取締役会長
- 川端克宜 - アース製薬 代表取締役社長
- 松本公一郎 - 小野薬品工業 元・代表取締役会長
- 堀内裕之 - 科研製薬 代表取締役社長
- 西村松次 - 九電工 代表取締役社長
- 本田典孝 - 香川銀行 代表取締役頭取
- 辻尾敏明 - 佐川急便 元代表取締役社長
- 秋本英樹 - リンガーハット 代表取締役社長
- 谷澤寿一 - トランスコスモス 元・取締役副会長
- 栢木伊久二 - 綜合警備保障 代表取締役社長
- 遠藤正一 - ロングライフホールディング 創業者 代表取締役社長
- 房園博行 - アーバンコーポレイション 創業者
- 山下智弘 - リノベる 創業者 代表取締役社長
- 中井清和 - 学情 創業者 代表取締役社長
- 中山哲也 - トラスコ中山 代表取締役社長
- 西本博嗣 - ノーリツ鋼機 元代表取締役社長
- 廣江勝志 - 川崎設備工業 代表取締役社長
- 辻田幹晴 - フルカウント 代表取締役社長
- 藤井純一 - 北海道日本ハムファイターズ 代表取締役社長
- 齊藤俊徳 - 丸徳 代表取締役社長
- 植田道雄 - 四国化工機 名誉会長、創業者
- 赤澤洋平 - システクアカザワ 代表取締役社長
- 中野隆次 - 中野鉄工所 代表取締役社長
- 武田康廣 - ガイナックス 代表取締役本部長
- 西村晴成 - 東京バスグループ 代表取締役社長
- 寺田光男 - TNK 代表取締役社長
- 常沢拓慕 - バッシュエンタテインメント 代表取締役社長
- 森田隼人 - 六花界グループ代表取締役社長

### 医学
- 中西敏夫 - 公益社団法人日本薬剤師会 元・会長
- 徳田秀子 - 医療法人徳洲会 副理事長
- 上田敬博 - 鳥取大学医学部附属病院高度救命救急センター教授

### 学術
- 松原義治 - 近畿大学名誉教授
- 歌一洋 - 近畿大学文芸学部教授
- 杉元賢治 - 近畿大学教職教育部元・教授
- 藤井純一 - 近畿大学経営学部特任教授
- 青木茂 - 首都大学東京戦略研究センター教授
- 市川真人 - 早稲田大学准教授
- 中村勇大 - 京都造形芸術大学教授
- 大東和武司 - 広島市立大学教授
- 髙橋広行 - 同志社大学教授
- 吉國忠亜 - 群馬大学教育学部教授
- 宮本正章 - 日本医科大学循環器科教授
- 小出肇 - 倉敷芸術科学大学教授
- 奥正孝 - ノースアジア大学教授東京富士大学教授

### 文学
- 市川真人 - 文芸評論家
- 竹内義和 - 作家
- 鮫肌文殊 - 放送作家
- 瀬戸良枝 - 小説家
- 米村貴裕 - 作家
- わかつきひかる - ジュブナイルポルノ作家
- 金井貴一 - 作家、脚本家
- 北村賢志 - 架空戦記評論家
- 羽生道英 - 歴史小説家
- 畑中章宏 - 著述家、編集者
- 木下昌輝 - 作家
- 三国美千子 - 小説家
- 泉美木蘭 - 作家

### 芸術・伝統芸能
- 7代目竹本住大夫 - 人形浄瑠璃師、人間国宝
- 4代目旭堂南陵 - 上方講談、元・参議院議員
- 旭堂南左衛門 - 上方講談
- 旭堂南青 - 上方講談
- 七井コム斎 - 上方講談、旧芸名旭堂南半球
- 鶴澤清治 - 三味線奏者、人間国宝
- 深井洋正 - マジシャン
- 池内宏行 - 景観照明プロデューサー
- 植田政成 - 陶芸家、オブジェ、イラストレーション作家
- 中島俊市郎 - 工芸作家、金沢美術工芸大学美術工芸学部工芸科講師
- 6代目歌川豊国 - 浮世絵師
- 月亭文都 (7代目) - 上方噺家
- 鈴々舎八ゑ馬 - 落語家
- 大島哲以 - 日本画家
- 今森光彦 - 写真家
- 田中圭一 - 漫画家
- 小笠原真 - 漫画家
- うかみ - 漫画家
- 山田全自動 - イラストレーター
- 米田肇 - オーナーシェフ、ミシュラン・3つ星
- 亜空亜shin - マジシャン
- 暇空茜 - ゲームクリエイター、YouTuber、作家
- いっくん - nextstage初期メンバー (中退)
- モーリー - nextstage初期メンバー (中退)
- メサイア - nextstage初期メンバー (中退)

### 演劇・映画
- 赤井英和 - 俳優、元・プロボクサー
- 御木裕 - 俳優
- 升毅 - 俳優
- 安藤亮司 - 俳優
- 北村守 - 俳優
- 大浦千佳 - 女優
- 田村佳代 - 女優、演出家
- 竹内佑 - 劇作家、演出家、俳優
- 清水崇 - 映画監督
- 大江崇允 - 映画監督、脚本家
- 戸田彬弘 - 映画監督
- 山下智彦 - テレビドラマ監督
- 吉岡宏起 - アニメーションプロデューサー
- 鈴本務 - 舞台俳優

### 音楽
- つんく - シャ乱Q、音楽プロデューサー
- しゅう - シャ乱Q、ミュージシャン
- たいせい - シャ乱Q、ミュージシャン
- はたけ - シャ乱Qミュージシャン
- 奥井亜紀 - ミュージシャン
- 小林建樹 - ミュージシャン
- 小林哲 - キーボーディスト、編曲家
- 西岡恭蔵 - シンガーソングライター
- 平原まこと - マルチサックスプレイヤー
- 尼川元気 - flumpool、ミュージシャン
- MIYA - 元・Rhymescientist、ベーシスト
- BB金光 - 山口県のラジオパーソナリティー
- 大谷泰彦 - 山口県のローカルタレント
- マーキー(MARK'E) - FM802 DJ

### タレント
- せいや - 霜降り明星、お笑い芸人
- なかお - 尾珍ぽろんず、お笑い芸人
- 福井俊太郎 - GAG、お笑い芸人
- ナダル - コロコロチキチキペッパーズ、お笑い芸人
- 清水誠 - キュウ、お笑い芸人
- 川瀬名人 - ゆにばーす、お笑い芸人
- ヒコロヒー - タレント、お笑い芸人、モデルラジオDJ
- 松本優 - ファッションモデル
- 出口結菜 - 元NMB48、グルメタレント
- 鮫島るい - AV女優（中退）

### アナウンサー
- 伊東紗冶子 - フリーアナウンサー
- 義山望 - フリーアナウンサー
- 清水幸二 - 四国放送
- 西本亜裕子 - 三重エフエム放送
- 野田靖博 - 静岡放送
- 田中友香理 - フリーアナウンサー
- 石井愛子 - 高知さんさんテレビ

### 文化・評論
- 鷹司平通 - 鷹司家旧・公爵、鉄道研究家、日本交通公社交通博物館調査役
- 鈴木松美 - 元・日本音響研究所所長
- 名越康文 - 精神科医、評論家
- 永山薫 - 漫画評論家
- 阪本亮一 - 営業コンサルタント、日本実戦話力検定協会理事長

### スポーツ

#### 野球

##### あ行
- 荒木貴裕 - 元・プロ野球選手
- 有藤通世 - 元・プロ野球選手、元・ロッテオリオンズ監督
- 生山裕人 - 元・プロ野球選手　中退
- 石伊雄太 - プロ野球選手
- 糸井嘉男 - 元・プロ野球選手
- 今井圭吾 - 元・プロ野球選手
- 宇高伸次 - 元・プロ野球選手
- 大熊忠義 - 元・プロ野球選手
- 大隣憲司 - 元・プロ野球選手
- 大西宏明 - 元・プロ野球選手
- 岡田豊 - 元・プロ野球選手、プロ野球審判員
- 岡本圭治 - 元・プロ野球選手、プロゴルファー
- 小瀬浩之 - 元・プロ野球選手

##### か行
- 甲藤啓介 - 元・プロ野球選手
- 神垣雅行 - 元・プロ野球選手
- 岸本秀樹 - 元・プロ野球選手
- 木村恵二 - 元・プロ野球選手
- 木村孝 - 元・プロ野球選手
- 慶元秀章 - 元・プロ野球選手
- 古賀英彦 - 元・プロ野球選手
- 小深田大翔 - プロ野球選手
- 小松健二 - 元・プロ野球選手

##### さ行
- 酒井光次郎 - 元・プロ野球選手、野球台湾代表チーム投手コーチ
- 佐々木修 - 元・プロ野球選手（工学部硬式野球部）
- 佐藤輝明 - プロ野球選手
- 佐野重樹 - 元・プロ野球選手（工学部硬式野球部）
- 清水章夫 - 元・プロ野球選手
- 清水稔 - 元・三菱重工神戸監督

##### た行
- 大塔正明 - 元・プロ野球選手
- 内匠政博 - 元・プロ野球選手
- 竹岡和宏 - 元・プロ野球選手
- 巽真悟 - 元・プロ野球選手
- 田中秀昌 - 高校・大学野球指導者、現：近畿大学硬式野球部監督
- 田中雅彦 - 元・プロ野球選手
- 近平省悟 - 元・プロ野球選手（四国・九州アイルランドリーグ・愛媛マンダリンパイレーツ）

##### な行
- 中司得三 - 元・プロ野球選手
- 中村真人 - 元・プロ野球選手
- 中本和希 - 元・プロ野球選手（工学部硬式野球部）
- 二岡智宏 - 元・プロ野球選手
- 西浦敏弘 - 元・プロ野球選手
- 西岡剛 - 元・プロ野球選手
- 西村省三 - 元・プロ野球選手
- 野村宏之 - 元・プロ野球選手
- 西浦敏弘 - 元・プロ野球選手
- 中後悠平 - 元・プロ野球選手
- 則本佳樹 - 元・プロ野球選手

##### は行
- 畑山俊二 - 元・プロ野球選手
- 畠世周 - プロ野球選手
- 藤井彰人 - 元・プロ野球選手
- 藤川俊介 - 元・プロ野球選手　阪神タイガースでの登録名は「俊介」
- 藤田一也 - 元・プロ野球選手
- 藤原満 - 元・プロ野球選手
- 福家英登 ｰ プロ野球審判員

##### ま行
- 益川満育 - 元・プロ野球選手
- 松田博明 - 硬式野球部元・総監督、全日本大学野球連盟元・常任理事
- 村井保雄 - 興國高等学校野球部元・監督、京都大学野球元・監督
- 丸山一仁 - 元・プロ野球選手
- 森田幸一 - 元・プロ野球選手
- 森口益光 - 元・プロ野球選手
- 森原康平 - プロ野球選手（工学部硬式野球部）

##### や・ら・わ行
- 山内嘉弘 - 元・プロ野球選手
- 山下勝充 - 元・プロ野球選手、東北楽天ゴールデンイーグルスジュニアコーチ
- 山下律夫 - 元・プロ野球選手
- 山本哲哉 - 元・プロ野球選手
- 山本隆造 - 元・プロ野球選手、プロ野球審判員
- 横山小次郎 - 元・プロ野球選手
- 米谷延夫 - 元・プロ野球選手
- 林威助 - 元・プロ野球選手

#### 相撲
- 旭富士正也 - 宮城野親方、元・大相撲力士、第63代横綱
- 朝乃若武彦 - 若松親方、元・大相撲力士、最高位西前頭筆頭
- 德勝龍誠 - 千田川親方、元・大相撲力士、最高位西前頭2枚目
- 誉富士歓之 - 楯山親方、元・大相撲力士、最高位西前頭6枚目
- 朝潮太郎 (4代) - 元・大相撲力士、最高位東大関
- 朝乃翔嚆矢 - 元・大相撲力士、最高位西前頭2枚目
- 大輝煌正人 - 元・大相撲力士、最高位東前頭15枚目
- 大岩戸義之 - 元・大相撲力士、最高位東前頭16枚目
- 古市貞秀 - 元・大相撲力士、最高位東十両12枚目
- 吐合明文 - 元・大相撲力士、最高位東幕下2枚目
- 朝陽丸勝人 - 元・大相撲力士、最高位西幕下2枚目
- 杉田喜章 - 元・大相撲力士、最高位東幕下7枚目
- 北勝輝勇気 - 元・大相撲力士、最高位西幕下14枚目
- 朝乃山広暉[1] - 大相撲力士、高砂部屋、最高位大関
- 宝富士大輔 - 大相撲力士、伊勢ヶ濱部屋、最高位西関脇
- 翠富士一成 - 大相撲力士、伊勢ヶ濱部屋、最高位西前頭筆頭
- 志摩ノ海航洋 - 大相撲力士、木瀬部屋、最高位西前頭3枚目
- 錦富士隆聖 - 大相撲力士、伊勢ヶ濱部屋、最高位西前頭3枚目
- 朝玉勢大幸 - 大相撲力士、高砂部屋、最高位東十両12枚目
- 三田大生 - 大相撲力士、二子山部屋、最高位東十両14枚目
- 欧勝竜健汰 - 大相撲力士、鳴戸部屋、最高位東幕下2枚目
- 長内孝樹 - 大相撲力士、高砂部屋、最高位東幕下5枚目
- 豪刃雄大河 - 大相撲力士、武隈部屋、最高位西幕下8枚目

#### プロレス
- 吉村道明 - 元・プロレスラー
- ストーカー市川 - プロレスラー

#### ボクシング
- 辻本章次 - 元・プロボクサー
- 中島健 - 元・プロボクサー
- 名城信男 - 元・プロボクサー、WBA世界スーパーフライ級王者
- 六車卓也 - 元・プロボクサー、WBA世界バンタム級王者
- 石田順裕 - 元・プロボクサー、WBA世界スーパーウェルター級暫定王者
- 中谷正義 - プロボクサー
- 芝力人 - プロボクサー
- 西田凌佑 - プロボクサー
- 浜田吉治郎 - 東京オリンピック日本代表
- 柳井妃奈実 - 女子プロボクサー

#### 水泳
- 伊勢多恵美 - ロサンゼルスオリンピック日本代表（バタフライ・個人メドレー）
- 加藤真志 - ソウル・バルセロナオリンピック日本代表（自由形）
- 鳥飼淳子 - バルセロナオリンピック日本代表
- 安井久登 - 1996年アトランタオリンピック日本代表（自由形）
- 山本貴司 - アテネオリンピック銀メダリスト（バタフライ）同学職員、水上競技部監督。妻は元・水泳選手の千葉すず
- 中尾美樹 - シドニーオリンピック銅メダリスト（背泳ぎ）同学職員、水上競技部ヘッドコーチ
- 中西悠子 - アテネオリンピック銅メダリスト、北京オリンピック代表（バタフライ）
- 奥村幸大 - アテネオリンピック銅メダリスト、北京オリンピック代表（自由形）
- 寺川綾 - アテネオリンピック日本代表、ロンドンオリンピック銅メダリスト（背泳ぎ）
- 山口美咲 - 北京オリンピック・リオオリンピック日本代表（自由形）
- 入江陵介 - 北京オリンピック代表・ロンドンオリンピック銀・銅メダリスト（背泳ぎ）
- 井狩裕貴 - 2020年東京オリンピック日本代表（個人メドレー）
- 難波実夢 - 2020年東京オリンピック日本代表（自由形）
- 谷川亜華葉 - 2020年東京オリンピック競泳日本代表（個人メドレー）
- 一ノ瀬メイ - リオデジャネイロパラリンピック日本代表

#### テニス
- 古川彰治 - プロテニス

#### ゴルフ
- 宮里聖志 - プロゴルファー
- 清水重憲 - プロゴルフキャディ
- 塩田昌宏 - プロゴルファー
- 大山雄三 - プロゴルファー
- 中松幹雄 - プロゴルファー

#### サッカー
サッカー部に所属していた人物についてはCategory:近畿大学体育会サッカー部の選手を参照
- 粟飯原尚平 - プロサッカー選手
- 東純一郎 - 元・サッカー選手
- 枝本雄一郎 - プロサッカー選手
- 近江孝行 - 元・プロサッカー選手
- 大西勝俉 - プロサッカー選手
- 片山真人 - 元・プロサッカー選手
- 川口剛史 - 元・サッカー選手
- 北井佑季 - 元・プロサッカー選手
- 木藤健太 - 元・プロサッカー選手
- 玄新哲 - 元・プロサッカー選手
- 國分将 - サッカー選手
- 小寺一生 - 元・サッカー選手
- 塩谷伸介 - 元・プロサッカー選手
- 田中直基 - プロサッカー選手
- 近石哲平 - サッカー選手
- 知念哲矢 - プロサッカー選手
- 中山開帆 - プロサッカー選手
- 布部陽功 - 元・プロサッカー選手
- 馬場賢治 - 元・プロサッカー選手
- 藤本拓臣 - プロサッカー選手
- 藤本憲明 - プロサッカー選手
- 本田将也 - 元・プロサッカー選手
- 増田隼司 - サッカー選手
- 松原優吉 - プロサッカー選手
- 山口敏弘 - 元・プロサッカー選手（元・日本代表）
- 山下令雄 - 元・プロサッカー選手

#### バスケットボール
- 青島心 - プロバスケットボール選手（NBL・熊本ヴォルターズ所属）
- 太田和利 - 元・プロバスケットボール選手
- 岡田優 - プロバスケットボール選手（bjリーグ・滋賀レイクスターズ所属）
- 桑原義典 - 元・バスケットボール選手
- 小菅直人 - プロバスケットボール選手（bjリーグ・琉球ゴールデンキングス所属）
- 左官磨育 - 元・プロバスケットボール選手
- 高野慶治 - プロバスケットボール選手（bjリーグ・富山グラウジーズ所属）
- 濵高康明 - プロバスケットボール選手（bjリーグ・西宮ストークス所属）
- 水戸健史 - プロバスケットボール選手（bjリーグ・富山グラウジーズ所属）
- 問雅臣 - プロバスケットボール選手（bjリーグ・島根スサノオマジック所属）

#### バレーボール
- 森佑之 - 元・バレーボール選手（元・豊田合成トレフェルサ所属）
- 前田悟 - 元・バレーボール選手（元・JTサンダーズ）

#### アメリカンフットボール
- 高橋幸史 - 元・アメリカンフットボール選手（松下電工インパルス所属）

#### アーチェリー
- 北畠紗代子 - 北京オリンピック日本代表
- 古川高晴 - 北京オリンピック日本代表
- 守屋龍一 - 北京オリンピック日本代表
- 河崎由加里 - アテネオリンピック日本代表
- 濱野裕二 - シドニーオリンピック日本代表
- 牧山雅文 - シドニーオリンピック日本代表
- 浅野真弓 - シドニーオリンピック日本代表
- 松下紗耶未 - アテネオリンピック日本代表
- 川中香緖里 - ロンドンオリンピック日本代表
- 蟹江美貴 - ロンドンオリンピック日本代表
- 菊地栄樹 - ロンドンオリンピック日本代表

#### 卓球
- 村上恭和 - 卓球女子日本代表監督

#### スキー
- 恩田祐一 - トリノ五輪日本代表、バンクーバー五輪日本代表、クロスカントリースキー
- 木村公宣 - アルベールビル・リレハンメル・長野・ソルトレイクシティ五輪日本代表、アルペンスキー
- 瀧澤宏臣 - バンクーバー五輪日本代表、スキークロス

#### フィギュアスケート
- 松浦功 - プロフィギュアスケーター、フィギュアスケート振付師

#### 空手道
- 松久功 -　空手家、元・全日本空手道連盟全日本強化選手、全日本空手道選手権大会優勝4回
- 杉原正康 -　空手家、白蓮会館宗師
- 西村拳 -　空手選手、株式会社チャンプ

#### 競輪
- 北井佑季
- 冨尾享平
- 出水菜央
- 渡辺一貴

#### 競艇
- 高田明

#### アドベンチャーマラソン
- 北田雄夫 -　アドベンチャーランナー。日本人初の世界7大陸アドベンチャーマラソン完走者。